# Алексеевский (Железногорский район)
Алексе́евский — посёлок в Железногорском районе Курской области. Входит в состав Рышковского сельсовета. 
Население — 18 человек (2010 год).

## География
Расположен в 25 км к югу от Железногорска в верховье лога, в котором протекает ручей-приток Усожи. В старину этот лог имел название Калиновский. Высота населённого пункта над уровнем моря — 212 м.

## История
Основан в 1929 году. В 1929—1930 годах входил в состав Фоминского сельсовета. С 1930 года в составе Рышковского сельсовета. В 1937 году в Алексеевском было 23 двора. Во время Великой Отечественной войны, с октября 1941 года, находился в зоне немецко-фашистской оккупации.

## Население
| 1979 | 2002 | 2010 |
| ---- | ---- | ---- |
| 55   | ↘19  | ↘18  |